# Хіротонія

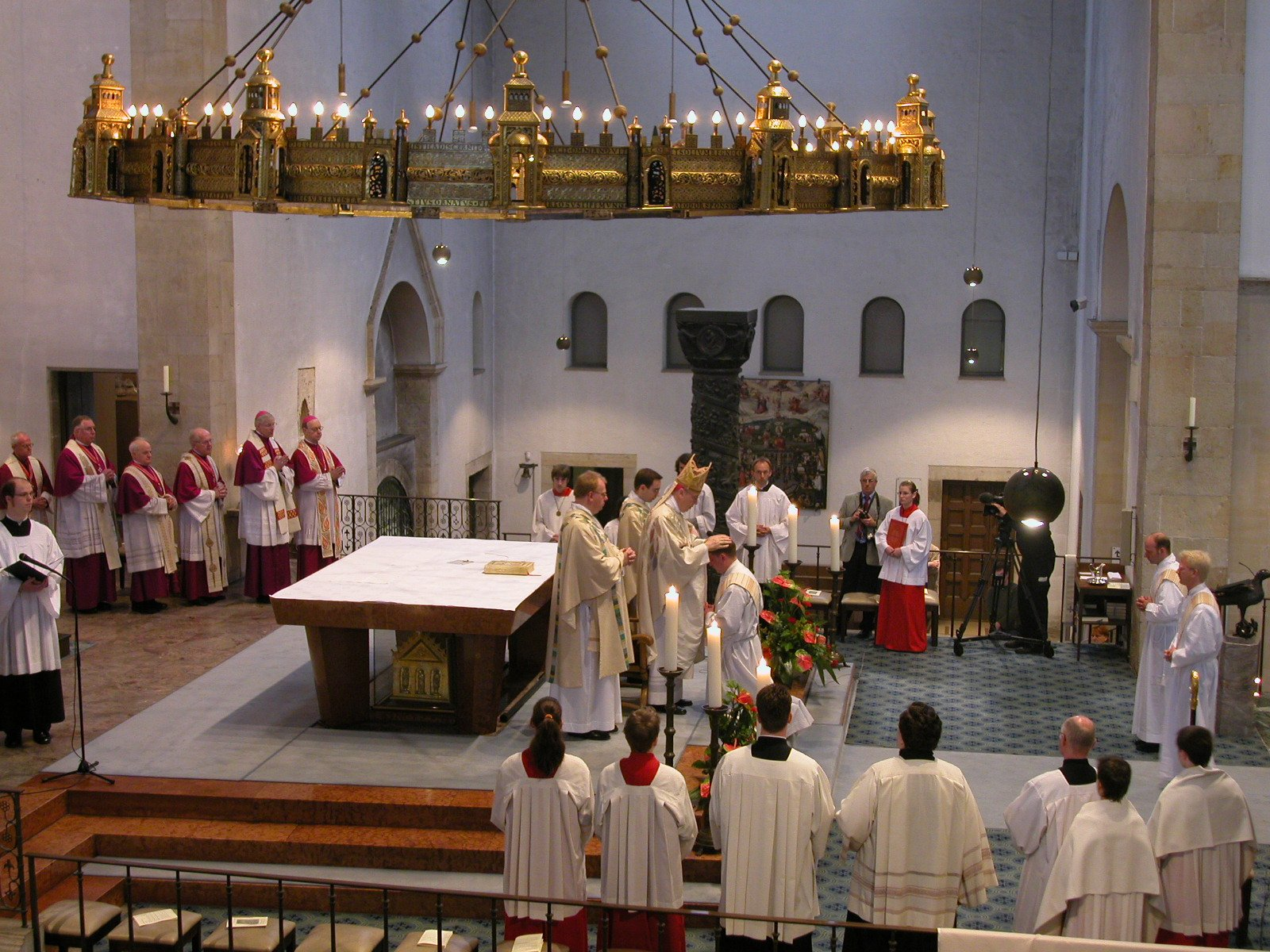
Хіротонія трьох священників у Римо-католицькій церкві.

Хіротоні́я (грец. χειροτονία, «рукопокладення») або ординація — християнський обряд, під час якого відбувається таїнство поставлення у священнослужителі. Існують три чини висвячення: у диякони та священники висвячення може проводити один архієрей; в архиєреї висвячують собором архиєреїв, щонайменше двома (див. Правила святих Апостолів). Також інші християнські обряди, що мають (або мали історично) своїм елементом покладання рук (наприклад, миропомазання).

## Назва
- Процес хіротонізації також називають висвяченням, рукопокладенням, рукоположенням, покладенням рук.

## Католицька церква
Висвячення відбувається, як і у Православній, у три чини: дияконів, священників та єпископів.

## Православна церква
У Православній церкві хіротонія можлива у диякони (з іподияконів), у священники (з дияконів) і в архієреї (зі священників). Відповідно існують три чини висвячення. У диякони та священники висвячення робити може один архієрей; в архієреї висвячення відбувається собором архієреїв (мінімум 2–3 єпископи згідно з Апостольськими правилами).
Висвячення в диякони відбувається на літургії після євхаристичного канону. Той, хто посвячується, вводиться у вівтар через Царські врата, триразово при співі тропарів обводиться навколо престолу й потім стає на одне коліно перед престолом. Архієрей покладає край омофора на голову того, хто посвячується, зверху кладе руку і читає таїноздійснювальну молитву. Після молитви архиєрей знімає хрестоподібно одягнений орар з посвяченого і покладає орар йому на ліве плече з вигуком «Аксіос!».
Висвячення у священники відбувається на літургії після великого входу подібним чином — висвячений стає на обидва коліна перед престолом, читається таїнозвершувальна молитва, висвяченого одягають у священицькі убрання.
Висвячення в архиєреї відбувається на літургії після співу трисвятого перед читанням Апостола. Висвячений вводиться у вівтар через Царські врата, робить три поклони перед престолом та, ставши на обидва коліна, кладе складені навхрест руки на престол. Архієреї, що здійснюють висвячення, тримають над його головою відкрите Євангеліє, найголовніший із них читає таїнозвершувальну молитву. Потім виголошується ектенія, після якої Євангеліє покладається на престол, а нововисвяченого обличають із вигуком «аксіос» в архиєрейське убрання.
Історично таїнство миропомазання теж здійснювалося через рукопокладання — за переданням апостоли перед таким рукопокладанням змащували свої руки миром.

## Буддизм
Докладніше: Пабаджа
Докладніше: Упасампада
Згідно з буддійськими чернечими кодексами (Віная), щоб стати ченцем або монахинею людині має виповнитися 20 років. Людина у віці до 20 років не може пройти упасампад, тобто стати ченцем (бхікшу) або монахинею (бхікшуні), але може отримати статус новачка (шраманера, ж. шраманері).
Традиційно, упасампада проводиться в добре розміченому та освяченому місці, званому сіма, де має бути певна кількість ченців: десять або п'ять.

## Цікаві факти
- Святий Кирило Єрусалимський був висвячений на єпископа особою, що підтримувала єресь Арія — аріанським єпископом. Потім Кирило навернувся в Православ'я й був прийнятий як архієрей і не тільки він, а й ті, кого він рукоположив, їм не була потрібна нова хіротонія.[2]

- Усі клірики висвячені єретиком Петром (Монга) після того, як вони залишили єресь євтихіанців, і прийняли Халкедонський собор, були прийняті Церквою Христовою у своє лоно, без повторного рукопокладання, у їхніх відповідних ступенях.[2]
- У житії святого Сави Освяченого згадується, що, коли Єрусалимський Патріарх Ілля спочив, єретеки Севиріани обрали на кафедру Іоанна, їх однодумця, який навернувся після напоумлення від святих Сави й Феодосія у православну віру. Однак той факт, що він був рукопокладений єретиками, не ставили йому в провину і не пересвячували його.[2]
- Церква Болгарії, яка перебувала у схизмі близько 75 років і в 1945 р., після зняття схизми, усі єпископи, священники й диякони не були знову рукопокладені, попри те, що до цього всі вони були розкольниками.[2]
- Преподобний Єфрем Катунактський, якого у ХХІ столітті канонізувала Константинопольська православна Церква, був висвячений на священника в 1936 році старообрядцем, Кікладским архієреєм Германом, якого вигнали з кафоличної Православної церкви. Єфрема було прийнято в Константинопольську ПЦ без повторного рукопокладання.[2]